# Curvibacter fontanus
Curvibacter fontanus es una especie de bacteria gramnegativa del género Curvibacter. Fue descrita en el año 2010, aunque inicialmente se le nombró erróneamente C. fontana. Su etimología hace referencia a fuente. Es aerobia aunque crece mejor en condiciones microaerófilas. Tiene forma de bacilo curvado o espirilla, con un tamaño de 0,4-0,5 μm de ancho por 1,1-2,4 μm de largo. Temperatura de crecimiento óptima de 25-30 °C. Tiene un contenido de G+C de 66,0-66,7%. Se ha aislado de agua de un pozo en Osaka, Japón. 